# Chalioides
Chalioides é um gênero de mariposa pertencente à família Acrolophidae.